# Misanthrope
Misanthrope — французская экстрим-метал-группа, образованная в 1988 году и названная по одноимённой пьесе Мольера (что призвано было отразить влияние французской драматургии на её стиль и лирику).

## История группы
Свой небольшой дебютный альбом Hater Of Mankind они выпустили в июле 1991 года после записи двух демо. Первый полноценный альбом Variation On Inductive Theories был выпущен на звукозаписывающей компании Holy Records в 1993 году, после чего последовал тройной MCD 1994 года под названием Miracle: Totem Taboo.
Одноименная песня стала классическим треком группы на ближайшие годы. Группа выпускает свой второй альбом «1666… Theatre bizarre» в ноябре 1995 года. После серии выступлений во Франции, Голландии, Германии и Швейцарии в 1997 году, Misanthrope отправляются в Швецию для сотрудничества с Фредериком Нордстромом. В студии «Fredman» идёт работа над записью «Visionnaire».
Misanthrope также участвовали в нескольких трибьют-альбомах, записывая кавер-версии песен Mercyful Fate (сентябрь 1997 года), Paradise Lost (март 1998) и других групп.
В 1998 году команда приступает к работе над новым альбомом «Humiliations Libertines». Тур «Temple Of Humiliation» 1999 года проходит вместе с Septic Flesh и Natron. А в мае 1999 года Misanthrope отмечают десятилетие своего существования и создают специально для поклонников тройной CD-коллектор «Recueils D’Ecueils: Ouevres interdites», копии которого ограничились в количестве одной тысячи семисот девяноста трёх. Весь тираж был распродан в течение всего лишь нескольких дней.
В 1999 году Misanthrope выступают совместно с Dimmu Borgir, Gamma Ray и Angra. Также они отыграли на одном коммерческом фестивале Elysée Montmartre с Cradle Of Filth, проходившем в декабре того же года.
Читателями журнала «Hard ‘N’ Heavy» в 1999 году и читателями «Hard Rock Mag» в 2000 году Misanthrope были выбраны самой лучшей французской группой.
В октябре 2000-го выходит — «Immortel». Пятый альбом группы, как и предыдущие, был спродюсирован Фредериком Нордстромом. «Immortel» был выпущен в пяти версиях лицензии: для Франции, России, Бразилии, Японии и некоторых других стран. Группа отыгрывает тур «Sur Le Chemin Des Immortels» с группами Yearning и Gloomy Grim (октябрь 2001 по май 2002).
После этого Филипп Куртуа (вокал) и Жан-Жак Мореак (бас-гитара) приступили к воплощению первого альбома их дарк-дум-авангард формации Argile «The Monotonous Moment of Monologue», вышедшего в марте 2002-го года. Тогда Гаэль Ферэ (ударные) и Антуан Сэмама (гитара) присоединились к группе. Обогащенный свежей энергией и полный вдохновения, Misanthrope приступает к сочинению новых композиций для «Sadistic Sex Daemon», который станет шестым альбомом команды. Полгода кропотливой работы в студии ушло на создание альбома, который большей частью был сочинён и полностью спродюсирован басгитаристом Жан-Жак Мореаком.
В январе 2003 года группа решила изменить своим традициям и доверила часть работы над очередным детищем финскому продюсеру Ансси Киппо, работавшему с такими группами, как Children of Bodom, Synergy и To Die For. И вновь, после нового релиза, группа отправляется во множество туров 2003 и 2004 годов.
В мае 2004 года Misanthrope отметили свой уже пятнадцатый юбилей и в честь этого решили создать бокс-сет «Misanthro-Thérapie: 15 Années d’Analyse». Данный сборник включает в себя диск с невышедшим материалом, диск с live-композициями и кавер-версиями, DVD с туром Sadistic Sex Daemon и интервью, а также бонус-DVD, включающий в себя редкий и старый материал, накопленный за пятнадцать лет существования группы. После тура Misanthro-thérapie, который, кстати, тоже завершился сокрушительным успехом, Misanthrope приступили к работе над новейшими композициями. Работа в студии началась в марте 2005 и окончилась в июне того же года, после чего «Métal Hurlant» выходит в свет 12 сентября 2005 года. Эта работа получила множество положительных отзывов со стороны публики и прессы.
Затем вновь начались туры, и группа успела выступить во Франции, Испании, Польше, Словакии, Чешской Республике и Румынии. Также прошли совместные выступления с Adagio, Mistaken Element, Trepalium и Ufych Sormeer.
Преемник работы «Métal Hurlant» под названием «IrréméDIABLE», создававшийся с 2006 по 2007 год записывался и аранжировался на звукозаписывающей студии в Париже «Davout Studios» в течение четырёх месяцев. Это — первый концептуальный альбом группы, и дата его релиза приходится на 28 января 2008 года. «IrréméDIABLE» сочетает в себе историю французской культуры с элементами метал-музыки. (Песни на альбоме полностью на французском языке). В данной работе Misanthrope раскрывают для нас множество сторон жизни и творчества знаменитого французского поэта Шарля Бодлера, имя которого было увековечено такими сборниками стихотворений как «Цветы зла», «Искусственный рай: гашиш и вино» и «Литании сатане». Эти произведения поэтического искусства были впервые опубликованы ровно 150 лет назад в 1867 году.
В январе 2013 года после пяти лет усердной работы группа выпустила свой девятый студийный альбом под названием «Aenigma Mystica».

## Дискография

### Студийные альбомы
- Alpha X omega (2017)
- Ænigma Mystica (2013)
- IrremeDIABLE (2008)
- Metal Hurlant (2005)
- Sadistic Sex Daemon (2003)
- Misanthrope Immortel (2000)
- Libertine Humiliations (1998)
- Visionnaire (Juin 1997, réedité en 2005)
- 1666... Théâtre Bizarre (1995)
- Variation On Inductive Theories (1993)

### Сборники с live- и неизданными композициями
- Misanthro-Therapie: 15 annees d’analyse (Июнь 2004)
- Recueil d’ecueils: les epaves et autres œuvres interdites (Февраль 2000)
- Miracles: Totem Taboo (1994)

### Компиляции
- Contemplation (Сентябрь 2002)
- La Druidesse Du Gevaudan (Март 1999)
- Reve Lezarde (Август 1995)
- Le Roman Noir (Декабрь 1994)

### кавер-версии на трибьют-альбомах
- Suicide Nation [At The Gates] (Апрель 2004)
- Real Nature [S.U.P] (Февраль 2001)
- In the Shadow of the Horns [DarkThrone] (2001)
- L’Elite [Trust] (2001)
- Forever (Shattered) Failure [Paradise Lost] (Март 1998)
- As I Die [Paradise Lost] (1998)
- Doomed by the Living Dead [Mercyful Fate] (Декабрь 1997)

### Демо
- Deus Puerilis (Июнь 1992)
- Hater of Mankind (Февраль 1991)
- Crisis of Soul (Июнь 1990)
- Inductive Theories (Декабрь 1989)

## Состав

### Текущий состав
- Филипп Куртуа Де Л'Аржильер (S.A.S de L’Argilière) — вокал
- Жан-Жак Мореак — бас-гитара/клавишные
- Антуан Сэмама — гитара/клавишные
- Гаэль Ферэ — ударные

### Бывшие участники
- Грегори Ламбер — гитара
- Жан-Батист Буате — гитара/клавишные
- Шарль-Генри Мореак — гитара
- Стефан Крос — гитара
- Франц-Ксавье Боше — гитара
- Лионе Болор — бас-гитара
- Александр Искандар Хаснави — клавишные
- Сержио Кру — клавишные
- Давид Бароль — ударные
- Оливье Гобер — ударные
- Иоганн Оффханстрю — ударные
- Алексис Фелипо — ударные

### Основатели
- Филипп Куртуа Де Л'Аржильер (S.A.S de L’Argilière) - вокал/гитара (с 1989—1999 гг), вокал (с 1999 — наст.)
- Жан-Жак Мореак — бас-гитара/клавишные